# Frognerseteren (metropolitana di Oslo)
Frognerseteren è una stazione della metropolitana di Oslo.
Oltre ad essere la stazione più settentrionale del locale sistema metroviario, la stazione di Frognerseteren è localizzata a 469 metri sopra il livello del mare. Quest'altitudine, unita alla presenza della stazione Stortinget che si trova ad una quota di 9 metri al di sotto del livello del mare, fa sì che si tratti del dislivello più alto al mondo all'interno di una stessa linea della metropolitana.
Frognerseteren divenne operativa il 16 maggio 1916, giorno in cui la già esistente linea Holmenkollen venne prolungata da Besserud fino a qui. Essa è tuttora un capolinea della linea 1.
Nonostante l'area intorno alla stazione non sia densamente popolata, si tratta di una destinazione ricreativa molto popolare tra gli abitanti di Oslo, con possibilità di sciare durante l'inverno e di percorrere sentieri escursionistici anche d'estate. Offre inoltre un'ampia vista dall'alto sulla città.